# Gosse de Paris
Gosse de Paris est une chanson française  écrite  par Léopold de Lima, Henri Varna et Léo Lelièvre, composée par René Sylviano et interprétée pour la première fois par Mistinguett en 1929.

## Extrait
Je suis née dans l'faubourg Saint-D'nis
Et j'suis restée un' vrai' gosse de Paris
Vos promess's et tous vos serments
Je n'y crois pas car c'est du boniment
Mon air gouailleur
Mes yeux moqueurs
De midinette
Sont pleins d'bonheur
Et j'gard' mon cœur
Car j'vous l'répète
Je suis née dans l'faubourg Saint-D'nis
Faut pas m'la fair', j'suis un' goss' de Paris